# Estación de Zarandas-Naya
Zarandas-Naya, también denominada Zarandas, es una estación ferroviaria situada en el municipio español de Minas de Riotinto, en la provincia de Huelva. Constituye un complejo que cuenta con diversas instalaciones y una amplia playa de vías. Forma parte del recorrido del tren turístico minero.
Perteneciente al ferrocarril minero de Riotinto, el complejo de Zarandas-Naya llegó a ser una de las estaciones más importantes de toda la línea férrea. Las instalaciones disponen en la actualidad de unas cocheras-taller y de una amplia playa de vías que antaño cumplían funciones de clasificación para los trenes cargados de mineral. Históricamente, varios ramales confluían en la zona de Zarandas-Naya y enlazaban la estación con las minas o las instalaciones industriales presentes en los alrededores. Debido a ello, a lo largo de su existencia hubo un importante tráfico ferroviario en la estación.
Antiguamente, en las cercanías existía un apeadero que daba servicio al poblado de La Naya.

## Historia

### Etapa minera
Tras la inauguración del ferrocarril de Riotinto, en 1875, en la zona de La Naya se articuló un importante nudo ferroviario en el que convergían numerosos ramales procedentes de las minas o instalaciones industriales. Para comienzos del siglo XX el área de Zarandas se convirtió en la zona de procesado de todo el mineral que se extraía desde los distintos filones, proceso que incluyó la instalación de plantas industriales como la Fundición de Piritas, la Cementación Naya, Lavadoras, etc. Como resultado, se acabaría formando una amplia playa de vías en la zona para la formación o recepción de trenes. La estación llegó a contar con varios enclavamientos para gestionar el tráfico. En 1914 se levantaron unas cocheras de locomotoras en Zarandas, cuyas instalaciones fueron ampliadas años más tarde debido al incremento de los tráficos procedentes de Corta Atalaya a través del túnel n.º 16 (Naya). Junto a las vías también se establecería una planta trituradora de mineral que estaba enlazada con el ferrocarril. 
A comienzos de la década de 1980 la principal actividad ferroviaria de la zona se encontraba en torno a Zarandas-Naya, debido al declive de las instalaciones de Río Tinto-Estación y el agotamiento de los yacimientos de la cuenca minera. En 1981 se clausuró el túnel Naya, lo que se tradujo en una importante reducción del tráfico minero. En febrero de 1984 la línea fue clausurada al tráfico. Con las infraestructuras inactivas, a partir de ese momento la mayor parte del material ferroviario todavía operativo fue concentrado en la playa de vías o en las cocheras-taller de Zarandas.

### Ferrocarril turístico
A comienzos de la década de 1990 la Fundación Río Tinto rehabilitó parcialmente el antiguo ferrocarril minero para su uso como tren turístico. Como parte de este proceso, en la estación de Zarandas se realizaron diversas intervenciones: se repuso el depósito de agua y se restauró el surtidor original, habilitándose también una carbonera para las locomotoras de vapor y un depósito de gasóil para las máquinas diésel. Así mismo, se construyó un andén y un porche a un lado de la cochera para los visitantes. Actualmente Zarandas forma parte del trayecto del tren turístico que recorre parcialmente el trazado original, mientras que en sus talleres se custodia o repara el material histórico. Así mismo, en la antigua playa de vías se conserva un numeroso parque de locomotoras y vagones.

## Características e instalaciones
Zarandas-Naya constituye un complejo ferroviario que posee numerosas instalaciones, reflejo de la importancia que la estación tuvo en el pasado. Dispone de una amplia playa de vías, antaño usadas para labores de clasificación, que en la actualidad permiten funciones de apartadero para el diverso material ferroviario que forma parte del parque móvil de la Fundación Río Tinto. 
Antiguamente existían varios enlaces con las industrias de la zona; un ramal enlazaba las instalaciones con la cercana estación de Túnel Naya. Toda esta red de vías era gestionada a través de varios enclavamientos, como la Casa de Palancas Norte. Zarandas-Naya también dispone de una instalación de gran tamaño para cocheras y taller de locomotoras, cuyos orígenes se retrotraen a 1914. Antiguamente albergaba hasta siete vías paralelas bajo un solo edificio de cuatro naves anexas. La instalación poseía estructuras metálicas con perfil laminado, acartelados en sus bases con soportes y vigas metálicas en celosía. Con posterioridad esta nave ha sufrido numerosas modificaciones en su aspecto y características. El complejo se ve completado por diversas instalaciones auxiliares para las locomotoras de vapor y diésel.

## Galería de imágenes

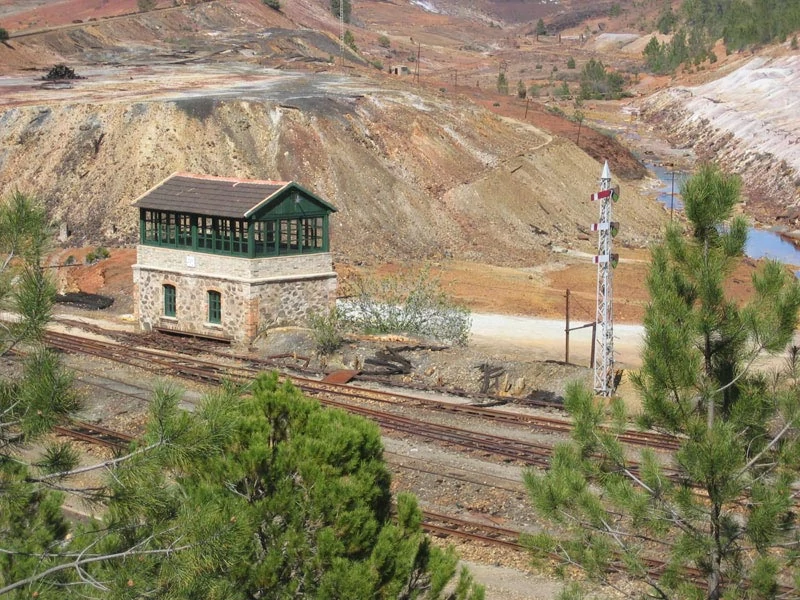
Casa de Palancas Norte.
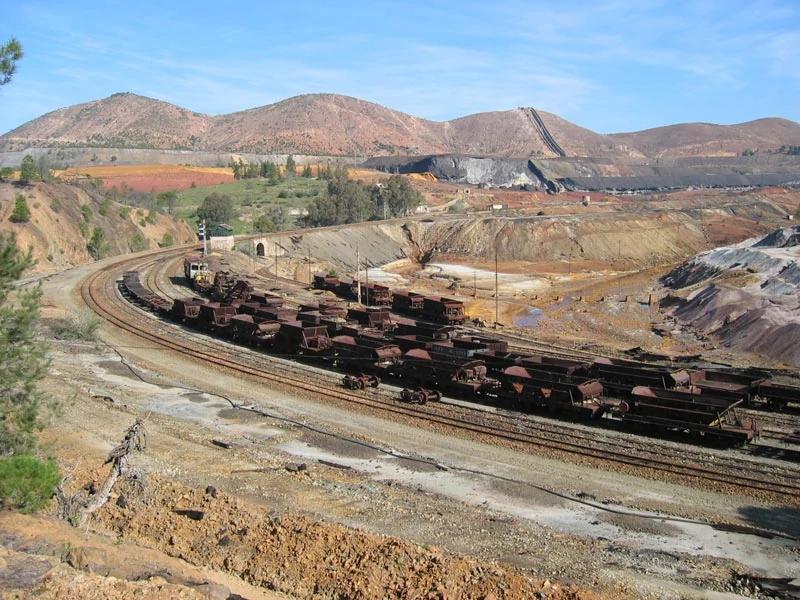
Material ferroviario apartado.
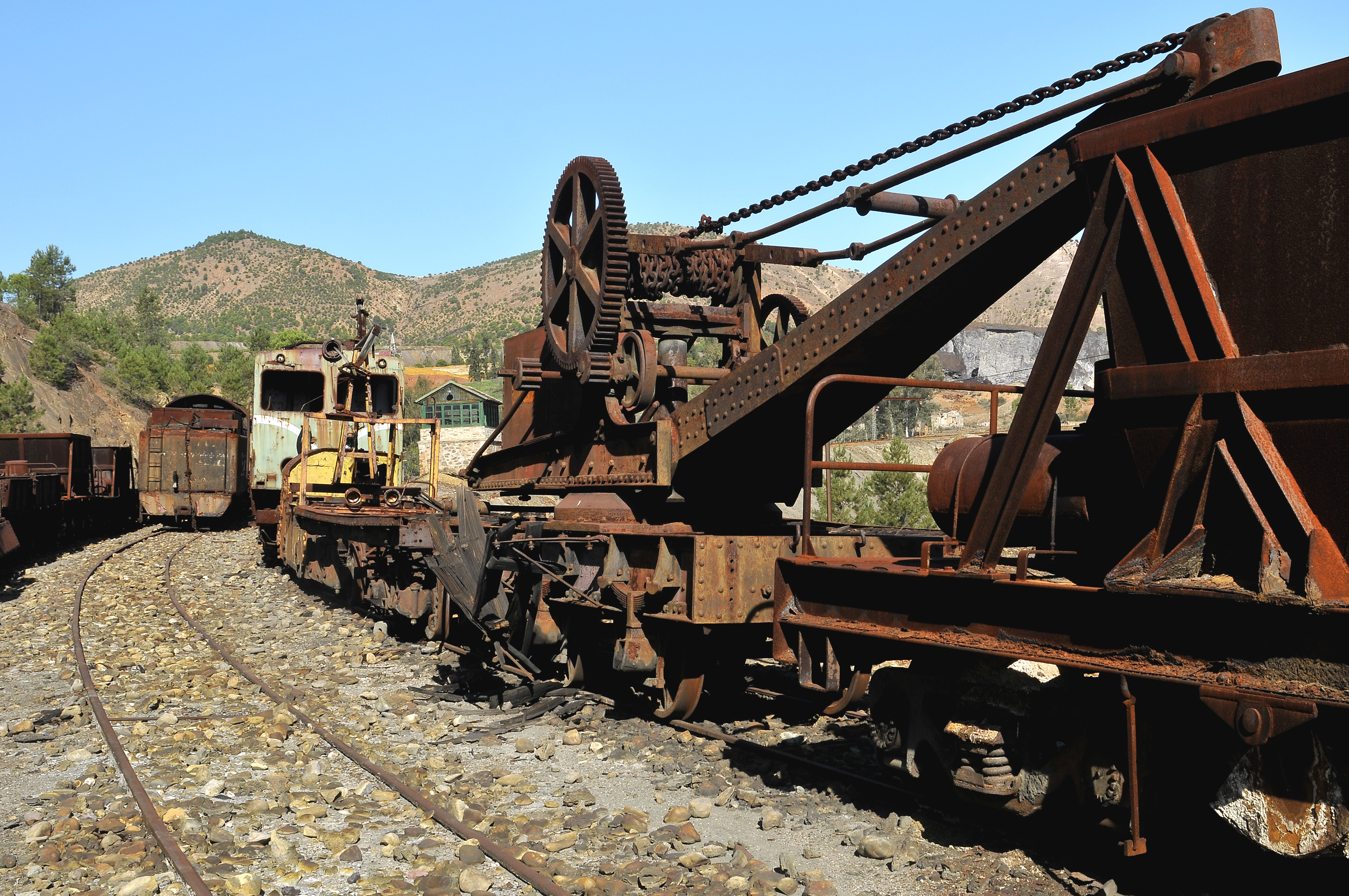
Material ferroviario apartado.
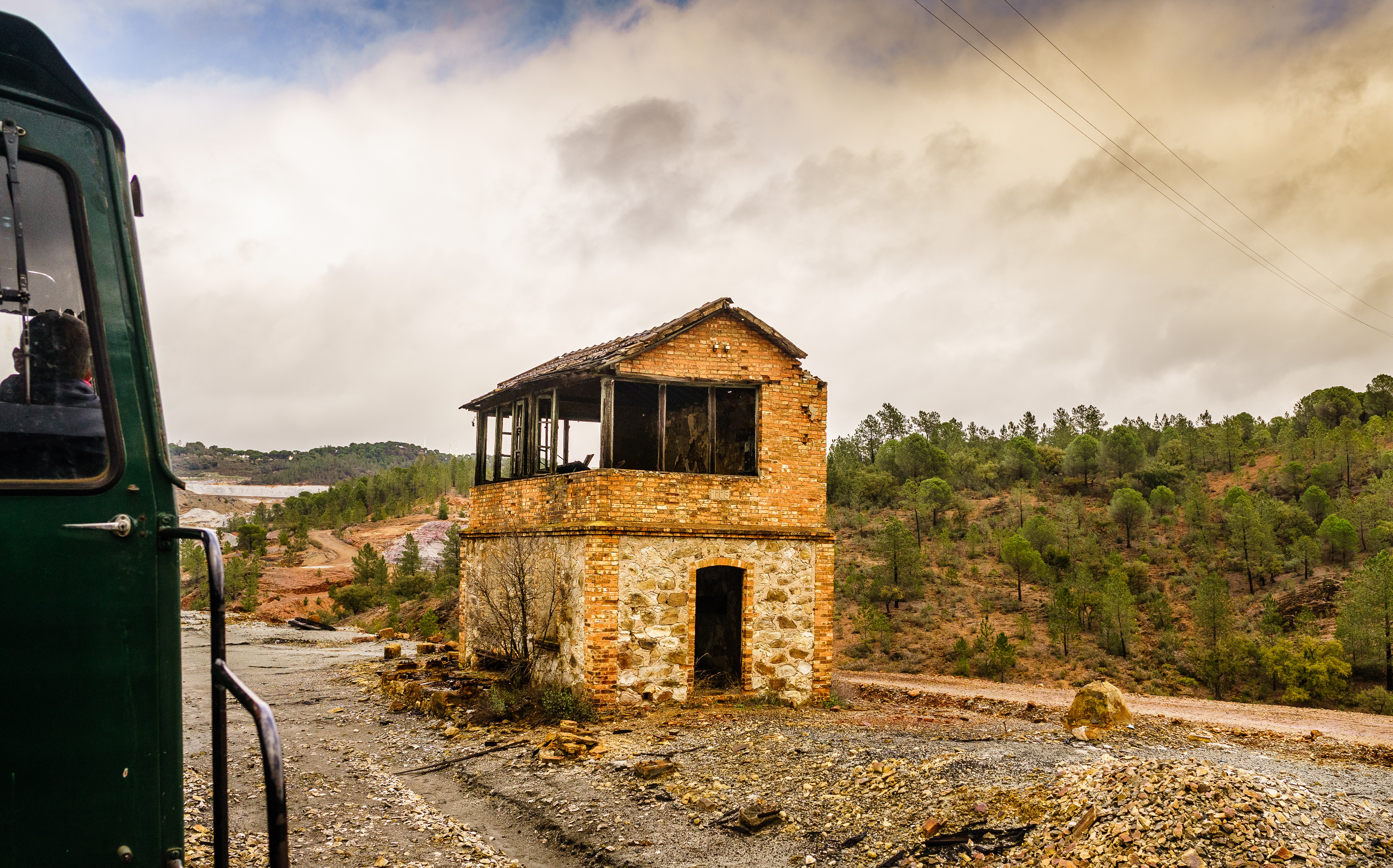
Casa de Palancas Sur.